# Zoran Ferić
Zoran Ferić (Zagreb, 1961.) je hrvatski književnik i predsjednik Hrvatskog društva pisaca.

## Životopis
Rođen je i odrastao u Zagrebu. Diplomirao je književnost (kroatistika) na Filozofskom fakultetu u Zagrebu. Radi kao profesor hrvatskog jezika i književnosti u XVIII. gimnaziji u Zagrebu. Esejističke i prozne tekstove objavljuje od 1987. u Poletu, Studentskom listu, Pitanjima, Oku, Plimi, Godinama novim, na III. programu Hrvatskog radija.
Njegova proza prepuna je grotesknosti, crnoga humora, bizarnih slučajnosti te opsesivnih motiva morbidnih nagona i bolesti. Član je Hrvatskog društva pisaca (HDP). Za predsjednika HDP-a je izabran u ožujku 2018., naslijedivši na tom mjestu Nikolu Petkovića. Vodi radionice kreativnog pisanja.

## Djela
- Mišolovka Walta Disneyja (1996.), zbirka priča
- Quattro stagioni (1998.), izbor priča s Miroslavom Kišom, Robertom Mlinarcem i Borisom Perićem
- Anđeo u ofsajdu (2000.), zbirka priča
- Smrt djevojčice sa žigicama (2002.), roman
- Otpusno pismo (2003.), izbor iz kolumni objavljivanih u političkom tjedniku Nacional
- Djeca Patrasa (2005.), roman
- Simetrija čuda (2007.), sabrana proza
- Kalendar Maja (2011.), roman[7]
- Putujuće kazalište (2020.), roman[8]

## Nagrade
- 2000. Nagrada Ksaver Šandor Gjalski
- 2001. Nagrada Jutarnjeg lista za najbolje prozno djelo
- 2012. Knjižna nagrada Kiklop za prozno djelo godine
- 2016. Nagrada "Fran Galović"
- 2021. Nagrada Ksaver Šandor Gjalski